# Jyrki Järvi
Jyrki Heikki «JJ» Järvi né le 7 février 1966 à Helsinki en Uusimaa en Finlande, est un véliplanchiste finlandais. 

## Biographie
Jyrki Järvi est le petit fils de Jorma Järvi.

## Palmarès

### Jeux olympiques
- Médaille d'or en 49er en 2000.